# 1050.
◄ | 10. stoljeće | 11. stoljeće | 12. stoljeće | ►
◄ | 1020-ih | 1030-ih | 1040-ih | 1050-ih | 1060-ih | 1070-ih | 1080-ih | ►
◄◄ | ◄ | 1047. | 1048. | 1049. | 1050. | 1051. | 1052. | 1053. | ► | ►►
Arhitektura • Astronomija • Knjige • Književnost • Kršćanstvo • Medicina • Pravo • Promet • Znanost

## Rođenja
- 11. studenoga – Henrik IV. Okrutni, car Svetog Rimskog Carstva († 1106.)

## Smrti
- Zoe, bizantska carica

## Vanjske poveznice
|  | Zajednički poslužitelj ima još gradiva o temi 1050. |